# Arto Tolsa Areena
Arto Tolsa Areena – fiński stadion piłkarski w Kotka. Jest stadionem domowym KTP Kotka i FC KooTeePee. Stadion posiada 4.780 miejsc i został otwarty w 1952 roku na Igrzyska Olimpijskie w Helsinkach. Rekord frekwencji został ustanowiony w trakcie igrzysk w meczu piłki nożnej między ZSRR i Bułgarii (2:1 po dogr.). W zależności od źródła, rekord to 10 000 lub 10 637.
Arto Tolsa Areena był znany wcześniej jako "Urheilukeskus". Obecna nazwa istnieje po renowacji obiektu na przełomie tysiąclecia. Pochodzi od Arto Tolsa, który był legendą KTP Kotka, poprzednika FC KooTeePee.
Fani w Kotka znani są z głośnego i fanatycznego dopingowania swojego zespołu, tworząc wyjątkową atmosferę podczas meczów.